# Стільниковий зв'язок

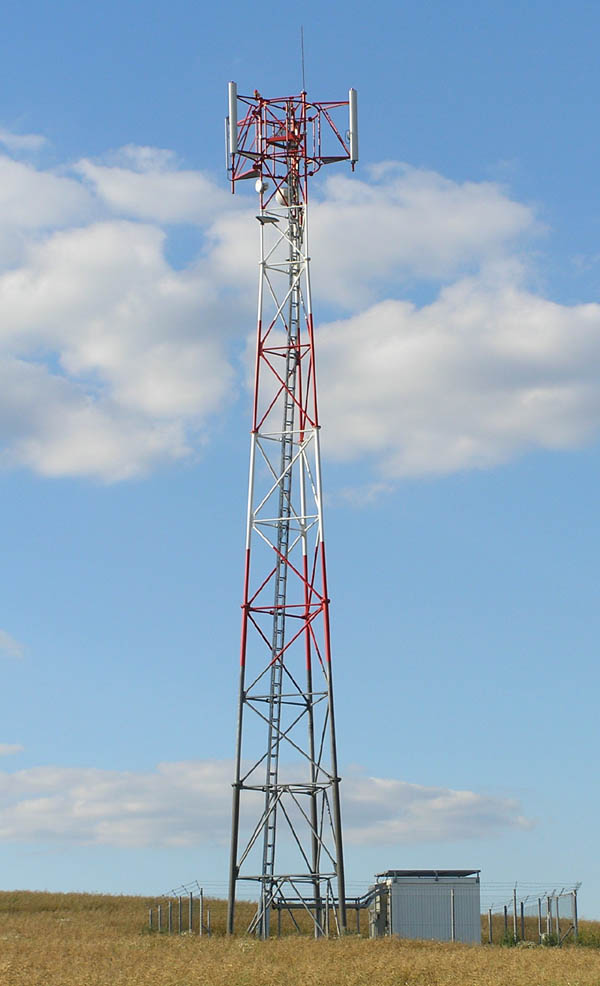
Базова станція мобільного оператора BTS Vodafone у Чехії

Стільнико́вий зв'язо́к — один із видів мобільного радіозв'язку, в основі якого лежить стільникова мережа. Особливість стільникового зв'язку полягає в тому, що зона покриття ділиться на «чарунки стільника», що визначається зонами покриття окремих базових станцій (див. BSS). Чарунки частково перекриваються й разом утворюють мережу. На ідеальній (рівній і без забудови) поверхні зона покриття однієї базової станції являє собою коло, тому складена з них мережа має вигляд шестикутних зон (бджолиного стільника).
Мережу становлять рознесені в просторі прийомопередавачі, що працюють у тому самому частотному діапазоні, і комутувальне устаткування, що дозволяє визначати поточне місце розташування рухливих абонентів і забезпечувати безперервність зв'язку при переміщенні абонента із зони дії одного прийомопередавача в зону дії іншого.

## Історія
У 1947 році Д. Г. Рингом, співробітником відомої лабораторії, створеної винахідником телефону Беллом, була висунута ідея стільникового принципу організації мереж рухомого зв'язку. У таких мережах зони обслуговування окремих БС утворюють стільники, розмір яких визначається територіальною щільністю абонентів мережі. Частотні канали, які використовуються для роботи однією з БС мережі, можуть повторно розподілятися за певним законом для роботи інших БС, що входять у цю мережу. Це забезпечує високу ефективність використання РПС. В стільникових мережах абонент, переміщаючись із зони дії однієї бс в іншу, може підтримувати постійний зв'язок як з рухомим абонентом, так і з абонентом ТМЗК. Такі мережі охоплюють великі території, і абонент, якщо він знаходиться в зоні дії хоча б однієї з БС, що входить в загальну мережу, може вийти на зв'язок або його може викликати інший абонент незалежно від свого місцеперебування (послуга роумінгу).
Через двадцять років ця ідея знайшла своє втілення в стільникових мережах рухомого зв'язку загального користування. Впровадження таких мереж починається з 70-х років, спочатку в США, а пізніше в європейських країнах, в Японії та в інших регіонах світу. Завдяки їхньому створенню нові послуги рухомого зв'язку стали доступними для сотень мільйонів людей багатьох країн світу

## Етапи розвитку
Стільникові технології пройшли декілька етапів розвитку:
- 1G-технології. Початок 80-х. Перше покоління стільникових мереж використовувало аналогові технології. В таких мережах передавали тільки телефонні розмови;
- 2G-технології. Середина 90-х. Цифрове кодування та передавання мовлення і коротких текстових повідомлень;
- 2.5G-технології. 2001 рік (США). Цифрові мережі з передаванням мовлення, тексту, приєднання до Internet;
- 3G-технології. Швидкість передавання до 2 Мбіт/с. Передавання мультимедійних даних. Окремі технології доступні в Японії.
- 4G-технології. Швидкість передачі даних до 100 Мбіт/с (рухомим абонентам) та до 1Гбіт/с (стаціонарним абонентам).

Стільникові технології можна розглядати згідно з протокольними рівнями. На фізичному та канальному рівнях визначають різні методи доступу, які відображені у різноманітних технологіях.

### США
Вперше мобільний телефонний радіозв'язок був застосований у США 1921 року поліцією Детройту, що використала однобічний диспетчерський зв'язок у діапазоні 2 МГц для передачі інформації від центрального передавача до приймачів, установленим на автомашинах. В 1933 році поліція Нью-Йорка почала використовувати систему двостороннього рухливого телефонного радіозв'язку також у діапазоні 2 МГц. У 1934 році Федеральна комісія зі зв'язку США виділила для телефонного радіозв'язку 4 канали в діапазоні 30…40 МГц, і в 1940 році телефонним радіозв'язком користувалися вже близько 10 тисяч поліцейських автомашин. У всіх цих системах використовувалася амплітудна модуляція. Частотна модуляція почала використовуватися в тому ж році й до 1946 року повністю витіснила амплітудну. Перший громадський рухливий радіотелефон з'явився в 1946 році у Сент-Луїсі (фірма Bell Telephone Laboratories), у ньому використався діапазон 150 Мгц.
Деяку подобу стільникової системи використовували в 1949 році в Детройті (США) диспетчерська служба таксі — з повторним використанням частот у різних осередках при ручному перемиканні каналів користувачами в обумовлених заздалегідь місцях. У 1955 році почала працювати 11-канальна система в діапазоні 150 МГц, а наступного року — 12-канальна система в діапазоні 450 Мгц. Обидві ці системи були симплексними, і в них використалася ручна комутація. Автоматичні дуплексні системи почали працювати відповідно в 1964 році IMTS (англ. Improved Mobile Telephone Service) (150 МГц) та 1969 році (450 МГц).
Однак архітектура стільникового зв'язку, була викладена лише у технічній доповіді компанії Bell System для Федеральної комісії зв'язку США в грудні 1971 року. З цього часу починається розвиток власне стільникового зв'язку. У 1974 році комісія ухвалила рішення про виділення для стільникового зв'язку смуги частот в 40 МГц у діапазоні 800 МГц. У 1986 році до неї було додано ще 10 МГц в тому ж діапазоні. У 1978 році в Чикаго почалися випробування першої дослідної системи на 2 тис. абонентів.

### СРСР
У СРСР перший дослідний зразок мобільного дуплексного телефону ЛК-1 та базову станцію до нього створив 1957 року московський інженер Л. І. Куприянович.[джерело?] Мобільний радіотелефон важив близько 3 кг і мав радіус дії 20-30 км. У 1958 році Купріянович створив вдосконалену модель апарата вагою 0,5 кг і розміром із коробку для цигарок. У 60-х роках перший дослідний зразок кишенькового мобільного радіотелефону продемонстрував болгарський винахідник Христо Бочваров. На виставці «Інтероргтехніка-66» Болгарія представила комплект для організації місцевого мобільного зв'язку з кишенькових мобільних телефонів РАТ-0,5 й АТРТ-0,5 і базової станції РАТЦ-10, що забезпечувала підключення 10 абонентів.[джерело?]
Наприкінці 50-х років у СРСР починається розробка системи автомобільного радіотелефону «Алтай», що була введена в дослідну експлуатацію в 1963 році. Система «Алтай» спочатку працювала на частоті 150 МГц. У 1970 році система вже працювала в 30 містах СРСР і для неї був виділений діапазон 330 МГц.[джерело?]

### Комерційне використання
У Норвегії громадський телефонний радіозв'язок використовувався як морський мобільний зв'язок з 1931 року. У 1955 році в країні було 27 берегових радіостанцій. Наземний мобільний зв'язок почав розвиватися після Другої світової війни у вигляді приватних мереж з ручною комутацією. Таким чином, до 1970 року рухомий телефонний радіозв'язок вже отримав достатньо широке розповсюдження. Стільниковий зв'язку, що дозволило різко збільшити ємність за рахунок повторного використання частот в системі з комірчастою структурою.
Успішне комерційне використання стільниковий зв'язок уперше зазнав у Фінляндії, де 1971 року була запущена мережа Autoradiopuhelin (ARP). До 1978 року вона вже покрила 100 % території Фінляндії, діаметр стільників сягав 30 км. Уже в 1986 році мережею користувались понад 30 тис. абонентів. Мережа працювала на частоті 150 МГц.
Перша автоматична комерційна система стільникового зв'язку була введена в експлуатацію в Чикаго в жовтні 1983 року компанією American Telephone and Telegraph (AT&T). У Канаді стільниковий зв'язок використовується з 1978 року, в Японії — з 1979 року, в Скандинавських країнах — з 1981 року, в Іспанії й Англії — з 1982 року. Станом на липень 1997 року стільниковий зв'язок працював більш ніж у 140 країнах усіх континентів, обслуговуючи понад 150 млн абонентів.

## Принцип дії та обладнання

Принципова схема роботи стільникового зв'язку.

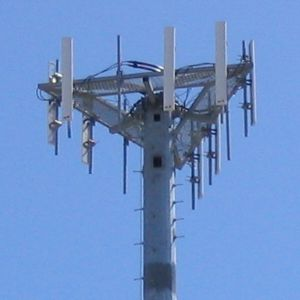
Антена базової станції на щоглі

Основні складові стільникової мережі — це стільникові телефони і базові станції. Базові станції звичайно розташовують на дахах будинків і окремих вежах. Увімкнений стільниковий телефон прослуховує радіоефір, шукаючи сигнал базової станції. Після цього телефон посилає станції свій унікальний ідентифікаційний код. Телефон і станція підтримують постійний радіоконтакт, періодично обмінюючись пакетами даних. Зв'язок телефону зі станцією може йти по аналоговому (AMPS, NAMPS, NMT-450) або цифровому (DAMPS, CDMA, GSM, UMTS) протоколу.
Стільникові мережі різних операторів з'єднані одна з одною, а також зі стаціонарною телефонною мережею. Це дозволяє абонентам одного оператора робити дзвінки абонентам іншого оператора, з мобільних телефонів на стаціонарні й зі стаціонарних на мобільні.
Головні постачальники обладнання для мобільного зв'язку стандарту GSM/UMTS у світі: Ericsson, NSN, Huawei, ZTE.

### Базова станція
Антена базової станції розділена на кілька секторів англ. Sector antenna, кожен з яких спрямований у свій бік. Кожен сектор може обслуговувати до 72 дзвінків одночасно, в залежності від налаштування та конфігурації. Усього може бути 6 секторів («граней стільника»), таким чином, одна базова станція може обслуговувати до 432 дзвінків. Зазвичай на більшості станцій через недоцільність встановлено меншу кількість передавачів і секторів, натомість воліють ставити більше базових станцій для поліпшення якості зв'язку. Вертикальна антена здійснює зв'язок з телефонами, кругла з'єднує станцію з контролером.
Стільникові мережі можуть складатися з базових станцій різного стандарту, що дозволяє оптимізувати роботу мережі й поліпшити її покриття. Базові станції проектуються таким чином, щоб забезпечити оптимальне покриття радіосигналом на рівні землі. Деякі авіакомпанії вже почали встановлювати на своїх літаках малопотужні базові станції, які забезпечують покриття всередині літака, вони з'єднуються з наземною мережею за допомогою супутникового каналу.
У тунелі метрополітену покриття стільникового зв'язку відбувається спеціальним випромінюючим кабелем.

### Контролер базових станцій BSC
У залежності від обладнання, контролер Контролер базових станцій (BSC) може обслуговувати до 60 базових станцій. Зв'язок між базовою станцією та контролером може здійснюватися через радіорелейний канал або по оптволоконному кабелю. Контролер здійснює керування роботою радіоканалів, контролює пересування абонента й здійснює передачу сигналу з однієї базової станції на іншу.

### Комутатор
Кожен комутатор англ. Mobile switching center (MSC) обслуговує від 2 до 30 контролерів й здійснює управління трафіком.

### Центр контролю
Цілодобовий контроль за комутаторами і контролерами здійснюється з Центру контролю мережі мобільного оператора — допоміжної структури, що має призначення запобігати й усувати нештатні ситуації в автоматизованій системі стільникової мережі, збирати й обробляти статистичні дані та працювати з запитами абонентів. На всьому обладнанні мережі стоять датчики, що посилають сигнал у ЦКС і виводять інформацію на комп'ютери диспетчерів.

## Здійснення зв'язку
Після того, як набраний номер адресата, телефон зв'язується з найближчою базовою станцією службовим каналом і подає запит виділити голосовий канал. Базова станція відправляє запит на контролер (BSC), а той переадресує його на комутатор (MSC). Якщо адресат належить до абонентів даної мережі, то комутатор звіриться з Home Location Register (HLR), з'ясує, де в цей час знаходиться адресат, і переведе дзвінок на відповідний комутатор, звідки той його переправить на контролер, а потім на базову станцію, у радіусі дії якої в цей час знаходиться адресат. Базова станція зв'яжеться з його мобільним телефоном і з'єднає один з одним. Якщо ваш адресат абонент іншої мережі, то комутатор звернеться до відповідного комутатора іншої мережі.

### Хендовер
Якщо стільниковий телефон виходить із поля дії базової станції (радіус до 35 км), він налагоджує, при активній участі самої базової станції, зв'язок з іншою. Телефон може вимірювати рівень сигналу від 32 базових станцій одночасно. Інформацію про 6 найкращих за рівнем сигналу він відправляє по службовому каналу, і відбувається передача сигналу однією станцією іншій — хендовер. Телефон може перекинути сигнал на базову станцію з гіршим сигналом або де всі голосові лінії зайняті, у цьому випадку розмова обривається.

### Роумінг
Оператори можуть мати укладені між собою договори роумінгу. Завдяки таким договорам абонент, перебуваючи поза зоною покриття своєї мережі, може робити й приймати дзвінки через мережу іншого оператора. Як правило, це здійснюється за підвищеними тарифами.

## Стільниковий зв'язок в Україні
16 червня 1993 року вважається датою, коли в Україні було запроваджено мобільний зв'язок і здійснено перший дзвінок з мобільного телефону. Першою компанією на ринку стільникового зв'язку стала компанія «Український Мобільний Зв'язок» (UMC).
Першим абонентом стільникового зв'язку аналогового стандарту NMT (Nordic Mobile Telephone), що працював в діапазоні частот від 453 до 486 Мгц і був поширений в Скандінавських країнах, став тодішній Президент України Л. М. Кравчук. В присутності десятків телекамер і сотень журналістів Кравчук у прямому ефірі національного телебачення здійснив перший в офіційній історії України дзвінок з мобільного телефону. Телефонував Кравчук українському послові в Німеччині. Розмова тривала 40 сек, в межах яких було поставлено декілька формальних запитань.
Стандарт NMT передбачав подачу частоти не на SIM-картку, а на сам апарат.
В 1994 році була заснована спільна норвезько-російська акціонерна компанія, яка під брендом «Київстар» почала теж надавати послуги зв'язку в стандарті NMT.
В 1996 році спільна українсько-американська компанія «Golden Telecom» окрім надання послуг стільникового зв'язку запровадила створення корпоративних мереж та надання послуг інтегрованого доступу до мережі інтернет. В інтернет-терміналах того часу доступ коштував 30 грн за годину, що на торішній курс складало близько 15-17 доларів, а тому дозволити собі інтегрований доступ мали можливість лише дуже потужні компанії, банки і установи.
1997 рік вважається роком створення першої в Україні мережі стандарту GSM-900 (Global System for Mobile Communications), що передбачала надання більш ширших можливостей, використання телефону у роумінгу. Мережу створила компанія UMC.
1998 року UMC перейшла рубіж в 100 тис. абонентів.
1999 рік ознаменувався появою передплачених сервісів Sim-Sim від UMC та Ace/Base від Kyivstar. Починається різке зниження тарифів та запекла боротьба між двома монополістами на ринку мобільного зв'язку.
2000 рік став переломним. Лідируючі позиції надовго перехопив Kyivstar. Мільйонним абонентом стає форвард Збірної України з футболу Андрій Шевченко. Вперше в історії, тарифікація здійснюється посекундно, але починаючи з 30 секунди розмови.
Лише через два роки у 2002 році, UMC підключає мільйонного абонента. До цього часу «Київстар» тестово запроваджує технологію передачі даних GPRS.
- 2003 рік — створюється перший віртуальний оператор «Джинс» в межах частот UMC. У відповідь на це «Київстар» створює «Djuice». Вперше, завдяки законодавству, стільникові оператори перестали знімати плату за вхідний дзвінок. Компанія МТС викупає всі акції UMC, що до цього часу вважалося спільним україно-датсько-нідерландсько-німецьким підприємством.
- 2004 рік окрім помаранчевої революції приніс впровадження високошвидкісної передачі даних EDGE.
- 2005 рік — у липні Київстар реєструє 10 млн абонентів, у серпні про те ж заявляє UMC. На ринок дуже швидко входить турецька компанія «Астеліт» зі своїм брендом Life;).

Постійна боротьба приводить до того, що на ринку з'являються все нові більш вигідні пропозиції і акційні стартові пакети.
- 2006 року — обидва гіганти здійснюють неймоврний стрибок і реєструють по 18 млн користувачів. Вперше, скасовується плата за з'єднання. На ринку з'являється російська компанія «BeeLine».

Не зупиняючись на досягненнях і борючись за кожного клієнта UMC та Київстар, в 2007 році створюють в межах своїх частот ще по одному віртуальному оператору економ-зв'язку «Екотел» та «Мобілич» відповідно. UMC змінює бренд на «МТС».
- 2015 рік — найбільші оператори України Київстар, Vodafone та Lifecell запускають 3G-зв'язок у своїх мережах.
- 2018 рік — запроваджено стандарт 4G в діапазонах 1800 МГц и 2600 МГц.